# Famille de Salins-la-Tour
Pour les articles homonymes, voir Famille de La Tour.
La famille de Salins-la-Tour est une famille noble éteinte originaire du Jura, son berceau est la ville de Salins-les-Bains. Elle ne doit pas être confondue avec d’autres familles « de Salins » subsistantes.
Le plus ancien membre connu est Humbert de Salins, dit de la Tour, chevalier. Il est cité en 1170, avec son père Wide, lors d'une donation faite par Étienne de Bourgogne à l'abbaye de Château-Chalon. Après lui ses descendants disparaissent au XIVe siècle.
Plusieurs familles ont porté le nom de Salins, dont les seigneurs de Salins issus de Aubry Ier de Mâcon, puis Gaucher IV de Mâcon, les familles de Salins-la-Bande et Salins-Vincelles.

## Armoiries
Armes : D'azur à la tour d'or maçonnée de sable.

## Généalogie

### Branche ainée
Dimanche ou Dominique Asinier de Salins-la-Tour, (? - 1336/41), banquier Italien originaire d'Asti, chevalier, seigneur de Marchaut, Pleure et Saint-Martin. Dimanche va s'installer à Salins où il occupe les fonctions de trésoriers des salines. En 1319, il n'est encore qu'écuyer à une cérémonie d'hommage. Malade et redoutant la mort, il rédige en 1333 son testament, choisissant d'être inhumé dans la Collégiale Saint-Anatoile de Salins.
Mariage et succession :
Il épouse Isabelle, dame de Marchaux, fille d'Othon de La Roche et de Clémence de Montferrand, de qui il a :
- Jean qui suit,
- Otton/Othenin, (? - après 1370), chevalier, seigneur d'Arèsches, il épouse Guillemette de Montsaugeon,
- Ancel/Anselme, il crée la branche de Montferrand-le-Château,
- Guillaume, chanoine de Besançon,
- Hugues, il crée la branche de Rans,
- Guye, elle épouse Guillaume de Champdivers, chevalier, de qui elle aura Jean,
- Alix, (? - après 1325), elle épouse en premières noces Guillaume d'Oiselet, chevalier et seigneur de Flagey, puis en secondes noces Guillaume Grasset de Chafoy, chevalier, de qui elle aura Jean et Guillaume,
- Jeannette, elle épouse Thierry de Mailley, chevalier, de qui elle aura Guillemette,
- Guillemette, (? - après juin 1349), elle épouse Pierre IV d'Estavayer, chevalier, de qui elle aura Wilhelm (ou Guillaume) et Jehan,
- Guyette, religieuse à Besançon.

Jean de Salins-la-Tour, (? - après 1382), chevalier, seigneur de Poupet et Flacey.
Mariages et succession :

Il épouse Mahaut, (? - avant 1366), fille de Thiébaud III de Belvoir et de Jeanne de Montfaucon, de qui il n'a pas d'enfant, puis en secondes noces il se marie avec Marguerite, fille d'Étienne II de Coligny, de qui il a :
- Henry qui suit,
- Étienne qui suivra,
- Huguenin/Hugues, (? - septembre 1396), il meurt à la bataille de Nicopolis,
- Jeanne, elle épouse Jean de Chauvirey, (? - 1359),
- Huguenin, fils naturel, châtelain de Montmoret en 1395.

Henry de Salins-la-Tour, (? - 1400), chevalier, seigneur de Poupet, Flacey, Boy, Yvrey, Combelle et Sezenay, chambellan du duc Philippe II de Bourgogne. Il participe à la bataille de Nicopolis.
Mariage et succession :

Il épouse Huguette, fille de Jacques de Grandson et de Marguerite de Vergy, de qui il a Antoinette, (? - 1439/40), dame de Saubertier, de Balançon et de Corconday, elle épouse Jean de Rye de qui elle a Jean (seigneur de Dissey, proche de Mouthier-en-Bresse), Louis (seigneur de Saubertier), Antoine (chanoine de Besançon) et Louise (elle épouse Jean de Saux, seigneur du Meix).

### Branche de Poupet
Étienne de Salins-la-Tour, (? - après 1413), deuxième fils de Jean de Salins-la-Tour. Chevalier, seigneur de Poupet, Flacey, Beaufort, Presilly, Yvrey, Boy, Combelle, Sezenay, Saubertier, Chamblans, la Pivodière, Dissey et la Tour de Seurre.
Mariage et succession :

Il épouse Louise, (? - 1440), dame d'Ougney, fille de Mathey de Rye et de Béatrix de Vienne, de qui il a :
- Louise, (1400 - ?), dame de Poupet, elle épouse Charles de Clermont, fils de Geoffroy II baron de Clermont,
- Renaude, dame de Flacey, elle épouse le 7 août 1419 Lancelot de Luyrieux,
- Guigone, (1403 - 24 décembre 1470), demoiselle de Poupet, elle épouse en 1421 Nicolas Rolin,
- Antoinette, elle épouse en 1431 Jacques Bouton, (? - 1479), seigneur du Fay.

### Branche de Montferrand-le-Château
Anselme/Ancel de Salins-la-Tour, (? - 1391), troisième fils de Dimanche de Salins-la-Tour. Chevalier, seigneur de Montferrand, Vaugrenans, Marchaux, Belmont, Villersfarlay et l'Abergement, ministre du comte de Flandre et de Bourgogne.
Mariage et succession :

Il épouse en 1358 Jeanne, (? - après 1408), dame de Montferrand, fille de Jean de Montferrand et de Marguerite de Vaugrenant, de qui il a :
- Antoinette, dame de Vaugrenant, Montferrand, Pleurre, Marchaut et Montservin, elle épouse en premières noces Rodolphe, (vers 1356 - 1400/01), fils de Rodolphe IV de Gruyère et de Marguerite d'Alamandi, puis en secondes noces le 11 octobre 1415 Jean de Vergy, (? - 10 septembre 1419), seigneur d'Autrey[3]
- Jeanne, elle épouse Girard de Terniers.

### Branche de Rans
Hugues de Salins-la-Tour, (? - 1365), cinquième fils de Dimanche de Salins-la-Tour. Chevalier, seigneur de Rans, Pleurre, Saint-Martin et la Barre, capitaine des salines de Salins.
Mariage et succession :

Il épouse Gilette, (? - après le 7 octobre 1390), fille de Poinsard de Rans et de Catherine de Cromary, de qui il a :
- Jean qui suit,
- Marie, elle épouse Guillaume de Sandon.

Jean de Salins-la-Tour, (? - après 1436), chevalier, seigneur de Rans, Pleurre, Saint-Martin, la Barre et Eschevenon.
Mariage et succession :

Il épouse en premières noces en 1387 Jeanne de La Palud, puis en secondes noces avant le 2 novembre 1404 Jeanne de Domcey, enfin en troisièmes noces Jeanne de Domecy.

Du premier mariage il a :
- Jean qui suit,

Du second mariage il a :
- Guillaume, seigneur de Domecy, il crée la branche de Corabœuf,
- Jeannette, elle épouse le 25 octobre 1424 Pierre de Drée, (? - 1465),

Du troisième mariage il a :
- Philiberte, elle épouse Henry d'Emars.

Jean de Salins-la-Tour, (? - vers 1457), seigneur de Rans.
Mariage et succession :

Il épouse en 1430 Isabelle, fille d'Ogier d'Anglure et d'Alix de Toucy-Bazerne, de qui il a Guillaume qui suit.
Guillaume de Salins-la-Tour, (1433 - 1467/69), seigneur de Rans.
Mariage et succession :

Il épouse vers 1462 Jeanne de Poncy de qui il a :
- Guillaume,
- Louise, elle épouse Étienne de la Palud.

Guillaume de Salins-la-Tour, (? - vers 1527), chevalier, seigneur de Rans.
Mariages et succession :

Il épouse en premières noces le 23 avril 1499 Jacqueline, fille d'Emart Bouton et d'Anne d'Oiseley, puis en secondes noces Jeanne, fille de Philippe de Vienne et de Catherine de La Guiche. De Jacqueline il a :
- Jeanne qui suit, elle épouse en 1524 Jean Fauquier, chevalier, seigneur de Commenailles et d'Aumont, grand bailli de Dole,
- Marguerite, (? - après 1534), elle épouse Étienne de Brancion, (? - 1553).

### Branche de Corabœuf
Guillaume de Salins-la-Tour, écuyer, seigneur de Domcey, fils de Jean de Salins-la-Tour et de Jeanne de Domcey.
Mariage et succession :

Son épouse est inconnue, il a :
- Étienne qui suit.

Étienne de Salins-la-Tour, écuyer, seigneur de Corabœuf.
Mariages et succession :

Il épouse en premières noces Philiberte, fille de Jacques du Bois et de Marie de La Tournelle, puis en secondes noces Claudine, fille de Jean de Montjeu et de Philiberte Pioche. De Claudine il a :
- Jean, dit "le Viel", qui suit,
- Jean, dit "le Jeune", seigneur du Vernois et de Mercey, il épouse vers 1500 Catherine, fille d'Alexandre de Saulx de Vantoux.
- Antoine, doyen de Baume et official de Chalon,
- Louise, elle épouse en premières noces Étienne de La Palud, puis en secondes noces Claude de Saulx de Vantoux,
- Guyette, elle épouse Erard de Saint-Ligier.

Jean de Salins-la-Tour, dit "le Viel", écuyer, seigneur de Corrabœuf.
Mariage et succession :

Il épouse en 1478 Charlotte, fille de Jean de Clugny et d'Huguette Porteret, de qui il a :
- Jean qui suit,
- Anne, (? - 28 mars 1556), elle épouse Alexandre d'Edouard, (? - 24 octobre 1558),
- Suzanne, elle épouse Antoine de La Colonge.

Jean de Salins-la-Tour, écuyer, seigneur de Corrabœuf.
Mariage et succession :

Il épouse vers 1540 Jeanne, fille de Jean de Choiseul, de qui il a Anne.

## Pour approfondir